# Johan Andersson (cầu thủ bóng đá, sinh 1995)
Johan Andersson (sinh ngày 15 tháng 6 năm 1995) là một cầu thủ bóng đá người Thụy Điển thi đấu cho Djurgårdens IF ở vị trí hậu vệ.